# Maureen Blackwood
Maureen Blackwood (30 de julio de 1960) es una cineasta británica y miembro fundadora de Sankofa Film and Video Collective, un colectivo dedicado a promover y producir películas negras realizadas por directores negros. Sus películas consisten en obras narrativas y documentales experimentales que examinan la vida de los negros en Gran Bretaña desde una variedad de perspectivas.

## Vida y carrera
Nacida en Londres de padres jamaicanos, Blackwood asistió al City and Islington College de Londres, seguido por la Universidad de Westminster (entonces Politécnica del Centro de Londres), donde obtuvo una licenciatura en Estudios de Medios.
Uno de sus tutores le presentó a un hombre afroamericano que trabajaba en el Instituto de Cine Británico llamado Jim Pines. Él a su vez le presentó a Isaac Julien, Martina Attille, Nadine Marsh-Edwards y Robert Crusz, con quienes fundó Sankofa Film and Video Collective en 1983.
Su único largometraje es The Passion of Remembrance (1987), coescrita y codirigida con Julien. Continuó con los cortometrajes narrativos Perfect Image? (1988) y Home away from Home (1993), y el documental A Family Called Abrew (1992). Home away from Home fue una selección oficial de la Semana de la Crítica del Festival Internacional de Cine de Cannes de 1994.
Era un miembro joven de las Hermanas Negras de Camden y utilizó historias de miembros mayores en la película The Passion of Remembrance.
En 2003 se graduó de una Iniciativa de Capacitación Ejecutiva en Desarrollo de Guion de un año de duración respaldada por el Consejo de Cine del Reino Unido. Luego pasó a trabajar como ejecutiva de desarrollo de guiones para varias empresas, incluida Spirit Dance UK de Forest Whitaker.
Acreditada como Mo Blackwood, coescribió el guion de largometraje Shop of Dreams para la productora estonia Exit Films.
En 2005, fue seleccionada para participar en un taller de diez días con el director iraní Abbas Kiarostami. El cortometraje de Blackwood, Lift Stories, del taller, fue una de las cuatro películas seleccionadas por Channel Four para proyectarse como parte de 3 Minute Wonder.

## Filmografía
- The Passion of Remembrance (1987)
- Perfect Image? (1988)
- A Family Called Abrew (1992)
- Home away from Home (1993)
- Lift Stories (2005)